# AGM-114 Hellfire
L'AGM-114 Hellfire és un míssil aire-superfície dissenyat principalment per a l'ús antitancs. És un míssil polivalent, capaç de destruir objectius diversos i capaç de penetrar el blindatge pesant dels tancs. El sobrenom Hellfire és un acrònim HELicopter Launched FIRE-and-forget, ja que estava dissenyat originalment per a helicòpters com a míssil autoguiat.

## Plataformes i sistemes de llançament

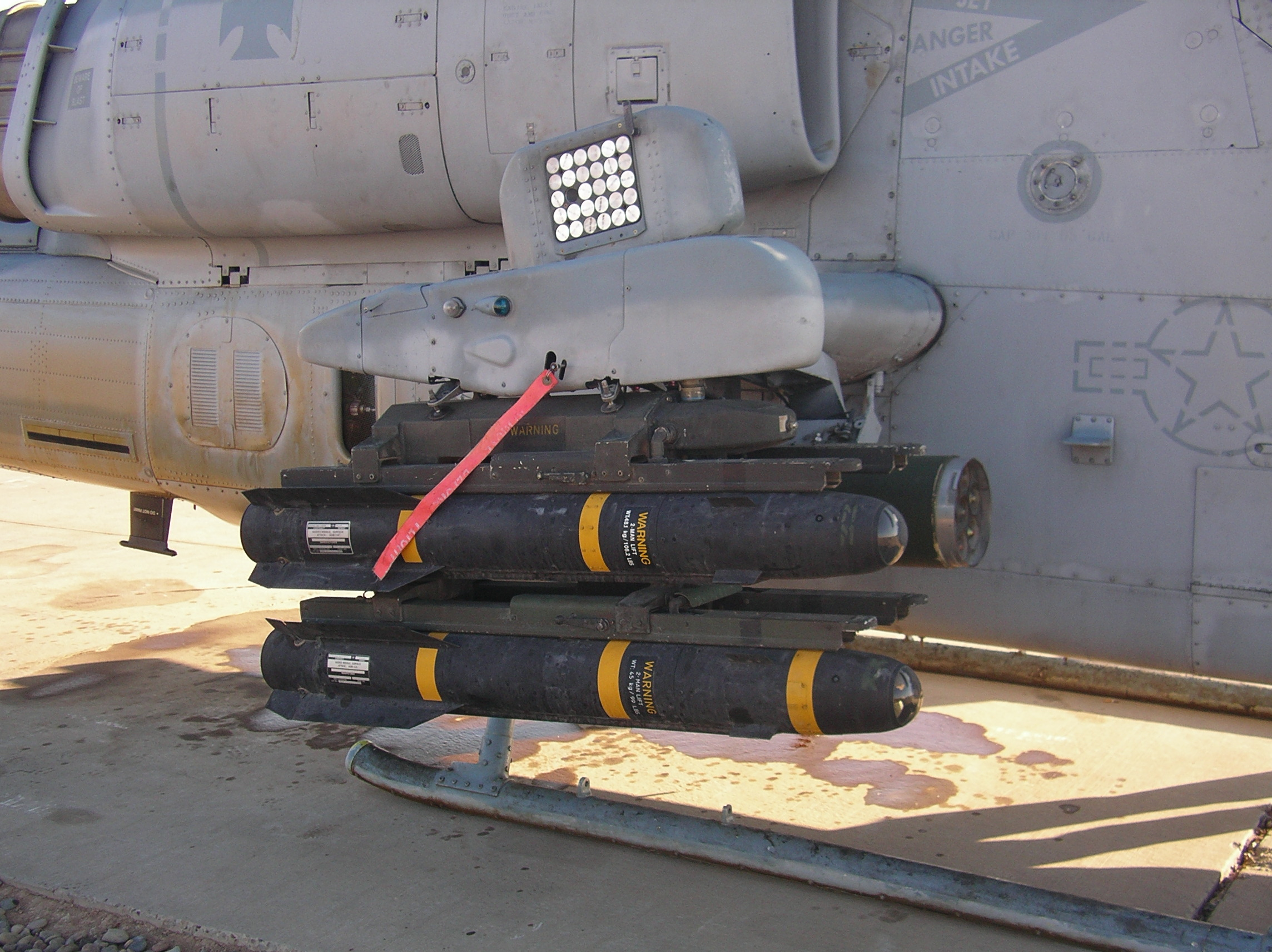
Míssils Hellfire carregats en un AH-1W Super Cobra del Marines l'any 2005 a l'Iraq.

### Helicòpters
- AH-1W SuperCobra
- AH-1Z Viper
- AH-64 Apache
- Agusta A129 Mangusta
- Eurocopter Tiger
- Sikorsky SH-60 Seahawk
- OH-58 Kiowa
- RAH-66 Comanche
- UH-60 Blackhawk